# You Shook Me All Night Long
«You Shook Me All Night Long es una canción de la banda de hard rock australiana AC/DC, perteneciente a su álbum de más éxito titulado Back in Black. La canción también apareció más tarde en el álbum Who Made Who. Alcanzó el puesto número 35 en el Billboard Hot 100 en 1980. El sencillo fue relanzado internacionalmente en 1986, tras el lanzamiento del álbum Who Made Who.
La letra describe un encuentro nocturno con una hermosa y apasionada mujer. Guitar World coloca a «You Shook Me All Night Long» en el número 80 en su lista de Los 100 grandes solos de guitarra. La canción se ha convertido en un elemento básico de los conciertos de AC/DC y es difícil verla excluida de su repertorio actual. También se ha considerado una de sus canciones más emblemáticas, compitiendo con «Back in Black» y «Highway to Hell».
Hay tres versiones en vivo de esta canción que se han publicado oficialmente. La primera en 1986, el maxisencillo «You Shook Me All Night Long». También en el segundo álbum de la banda en vivo y la tercera en la banda sonora de la película Private Parts de Howard Stern.

## Lista de canciones
| Sencillo en CD |                               |          |  |
| N.º            | Título                        | Duración |  |
| 1.             | «You Shook Me All Night Long» | 3:32     |  |
| 2.             | «Have a Drink on Me»          | 3:57     |  |

## Video musical
Hay dos versiones del vídeo musical. La primera versión, dirigida por Eric Dionisio y Eric Mistler, es similar a los demás videos del álbum Back in Black («Back in Black», «Hells Bells», «What Do You Do for Your Money Honey», «Rock and Roll Ain't Noise Pollution» y «Let Me Put My Love Into You») y se encuentra en el especial Back in Black: The Videos. 
En la segunda versión, dirigida por David Mallet, y distribuida seis años después del lanzamiento original de la canción, Angus y Malcolm Young van siguiendo a Brian por las calles de una ciudad, con Angus en su habitual traje de colegial. Esta versión del video de «You Shook Me All Night Long» es quizás uno de los clips más polémicos de AC/DC al aparecer en él la modelo Corinne Russell y otras mujeres ataviadas en insinuantes trajes de cuero negro y cremalleras. Llegó a editarse una versión censurada.
Según la serie de televisión de la cadena VH1 Pop-up Video durante el rodaje con el toro mecánico que aparece en el clip, la actriz que hace de amante de Brian se hirió accidentalmente con su espuela en dos ocasiones. Uno de los asistentes que fue en su ayuda se casó con ella un año más tarde, y Angus les ofreció un toro mecánico como regalo de boda en tono de broma. También de acuerdo con Pop-up Video, cuando se les preguntó sobre el significado del vídeo, la banda dijo que su objetivo era "ser tan políticamente incorrectos como fuera posible".
«You Shook Me All Night Long» fue la segunda canción que AC/DC interpretó en el programa Saturday Night Live en el año 2000, tras interpretar anteriormente «Stiff Upper Lip».

## Otras versiones
El grupo musical canadiense de gypsy jazz The Lost Fingers hizo la canción en su álbum Lost in the 80's lanzado en 2009.